# アブル＝ハイル・ハン (シャイバーニー朝)

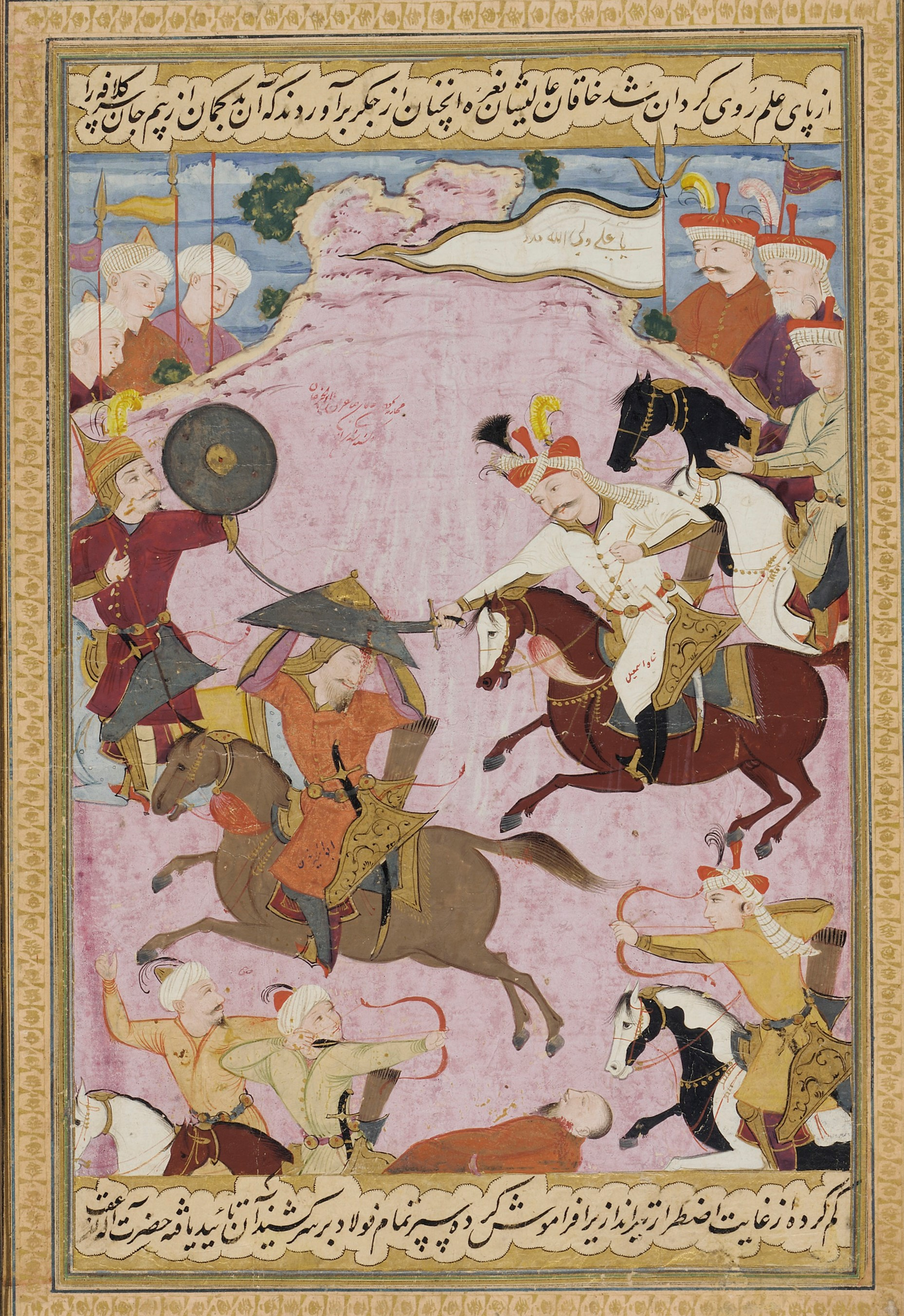
イスマーイール1世と孫ムハンマド・シャイバーニー・ハンとの戦い

アブル＝ハイル・ハン（Abū'l-Khayr Khān、1412年 - 1468年）は、遊牧集団ウズベクの指導者であり、ウズベク・ハン国（ウズベク・ウルス）の初代ハン（在位：1428年 - 1468年）。チンギス・カンの長男のジョチの五男のシバンの一族であるが、テュルク系ムスリムである。

## 生涯
1412年、シバン家のダウラト・シャイフの息子として生まれる。
遊牧集団ウズベクの統一後、モンゴル時代から名の知れたブルクト部の支援を受けてハンに即位し、シバン家の反対勢力を倒して宗主であったサライ政権（ジョチ・ウルス）からの独立を果たした。
1430年/1431年、アブル＝ハイル・ハンはティムール朝領ホラズムに遠征して略奪をおこない、1446年にはキプチャク草原東部（旧オルダ・ウルス）の統一に成功した。同年、アブル＝ハイル・ハンはシル川中流域のオアシス都市スグナク、サウラン、ウズゲンドを占領して政治的・軍事的拠点とするとともに経済的基盤を固めた。しかし、もともとシル川中流域を拠点としていた連中がトカ・テムル家のケレイとジャニベクを擁してアブル＝ハイル・ハンに背き、モグーリスタン（東トルキスタン）の辺境に移住した（これをカザフと呼ぶ）。
1451年、アブル＝ハイル・ハンはティムール朝のアブー・サイード（在位：1451年 - 1469年）の救援要請に応じ、サマルカンド奪取を援助した。しかし、アブー・サイードはアブル＝ハイルを恐れて場外に留め、莫大な贈り物と、ウルグ・ベクの娘であるラビア・スルタン・ベギムを贈って引き揚げさせた。
1456年、アブル＝ハイル・ハンは中央アジアに進出したカルマク（オイラト）軍と戦って敗れたため、その権威が失墜したものの、しばしばティムール朝の内紛でその王子たちからの救援要請を受けた。
1468年、ティムール朝ヘラート政権のフサイン・バイカラ（在位：1470年 - 1506年）は一週間におよぶ酒宴でも酩酊しなかったため、ようやくアブル＝ハイル・ハンから援軍の約束を取りつけたが、その年にアブル＝ハイル・ハンが没したため、約束は実現しなかった。
アブル＝ハイル・ハンの死後はウズベクのウルスが分裂状態に陥り、その多くはケレイ・ハンとジャニベク・ハンの支配するカザフ・ハン国に流れた。

## 妻子
妻
- ラビア・スルタン・ベギム - ティムール朝の君主ウルグ・ベクの娘

子
- シャー・ブダグ - ムハンマド・シャイバーニー・ハンの父
- ホージャ・ムハンマド - ピール・ムハンマド1世の祖父
- シャイフ・ハイダル
- クチュクンジ - シャイバーニー朝第2代ハン
- セヴィンチ・ホージャ - ナウルーズ・アフマド・ハンの父

## 参考資料
- 小松久男『世界各国史4 中央ユーラシア史』（山川出版社、2005年、ISBN 463441340X）